# Thomas Köhler
Thomas Köhler (n. 25 iunie 1940, Zwickau, Q1485958⁠(d), Germania Nazistă) este un sănier ce a reprezentat Germania, medaliat olimpic. A participat la 2 ediții ale Jocurilor Olimpice (1964, 1968) în care a câștigat două medalii de aur și o medalie de argint.